# Église Notre-Dame-du-Château de Rhodes
L'église Notre-Dame-du-Château, connue sous le nom de Panagía tou Kástrou (en grec moderne : Παναγία του Κάστρου), est une église grecque orthodoxe médiévale de la ville de Rhodes, sur l'île du même nom, en Grèce. Elle est située dans la vieille ville fortifiée et c'est la plus grande église byzantine encore existante de l'île. Elle a historiquement servi d'église catholique romaine et de mosquée tout au long de son histoire, alors que Rhodes était conquise par divers États et empires.

## Histoire

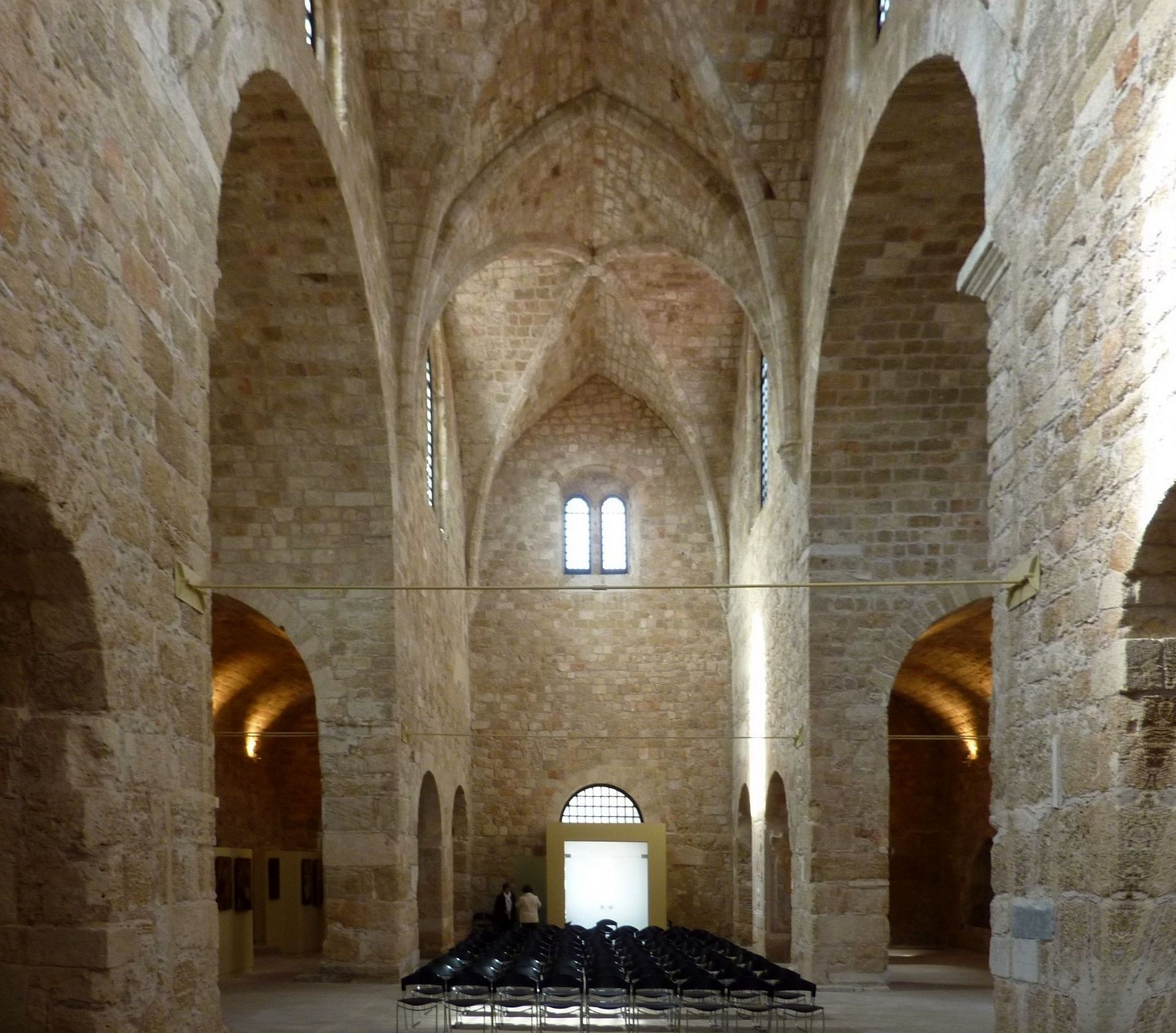
L'intérieur de l'église.

Panagía tou Kástrou a été construite comme église grecque orthodoxe vers le XIe siècle,.
Après la prise de Rhodes par les Hospitaliers, l'église orthodoxe byzantine fut transformée en église catholique romaine et cathédrale archiépiscopale des Latins, également dédiée à la Vierge Marie, sous le nom de Sancta Maria Castelli Rodi,.
L'église byzantine a été remodelée dans la première moitié du XIVe siècle, probablement à la suite de l'effondrement de la nef et du dôme lors du tremblement de terre de 1303. L'archidiocèse de Rhodes était alors très pauvre et ne pouvait pas se permettre la reconstruction de l'église. On demanda alors l'aide du pape Jean XXII, qui a fourni des fonds pour l'église. En l'honneur de sa contribution, son blason fut placé à côté de celui du Grand maître hospitalier Hélion de Villeneuve,.
L'église semble avoir bénéficié d'une autre intervention des Chevaliers, datée de la seconde moitié du XVe siècle et probablement liée au siège de 1480, au cours duquel Panagía tou Kástrou subit d'importants dommages. Cette datation est appuyée par les armoiries du Grand maître Pierre d'Aubusson (1476–1503) dans une vitrine en verre, accompagnées des armoiries des Grands maîtres précédents, Antoni de Fluvià et Jean de Lastic, en hommage, apparemment pour leurs contributions aux restaurations.
Après la prise de l'île par les Ottomans en 1522, l'édifice fut transformé pour le culte musulman et prit le nom de mosquée Enderun (en turc : Enderun Camii). La mosquée demeura jusqu'à la Seconde Guerre mondiale, période au cours de laquelle l'édifice fut reconverti en église chrétienne par les autorités italiennes, qui détruisirent le portique et le minaret,.

## Architecture

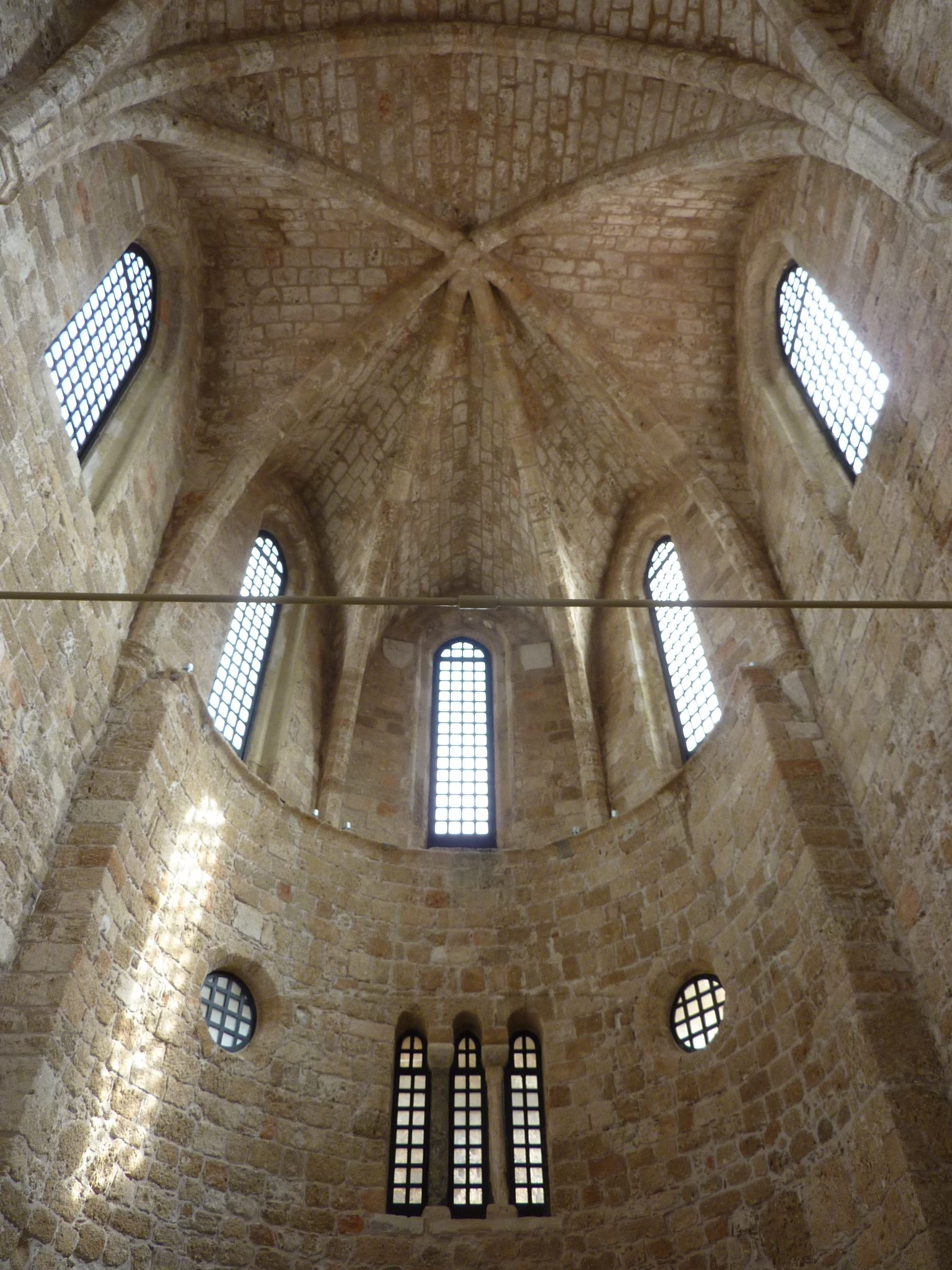
Détails gothiques.

C'est la plus ancienne et la plus grande église byzantine encore existante dans la ville médiévale de Rhodes.
L'église Notre-Dame-du-Château est située à l'extrémité orientale de la rue des Chevaliers, dans le Collachium de la cité médiévale, à proximité du port maritime. L'édifice originel présente une architecture à croix inscrite,. Après la prise de Rhodes par les Hospitaliers, l'église byzantine fut remodelée et prit la forme d'une basilique gothique à trois vaisseaux avec une aile transversale,.
Le côté est de l'édifice jouxte la fortification maritime et est formé extérieurement d'une tour avec des remparts rectangulaires,.
Durant la période de domination ottomane et sa conversion en mosquée, un portique a été construit et un minaret a été érigé sur le côté sud ; les deux éléments ont ensuite été supprimés par les Italiens lors des travaux de restauration. Une fontaine datant de 1881 a également été ajoutée dans la cour extérieure de l'église.
Il reste peu de traces de la décoration peinte de l'église. Une fresque représentant la Vierge Marie avec l'Enfant et un couple de saints se trouve sur la colonne soutenant le dôme nord-ouest (deuxième quart du XIVe siècle) et la figure de sainte Lucie sur le mur sud, probablement l'œuvre d'un peintre d'Europe occidentale (seconde moitié du XIVe siècle),.

## Galerie

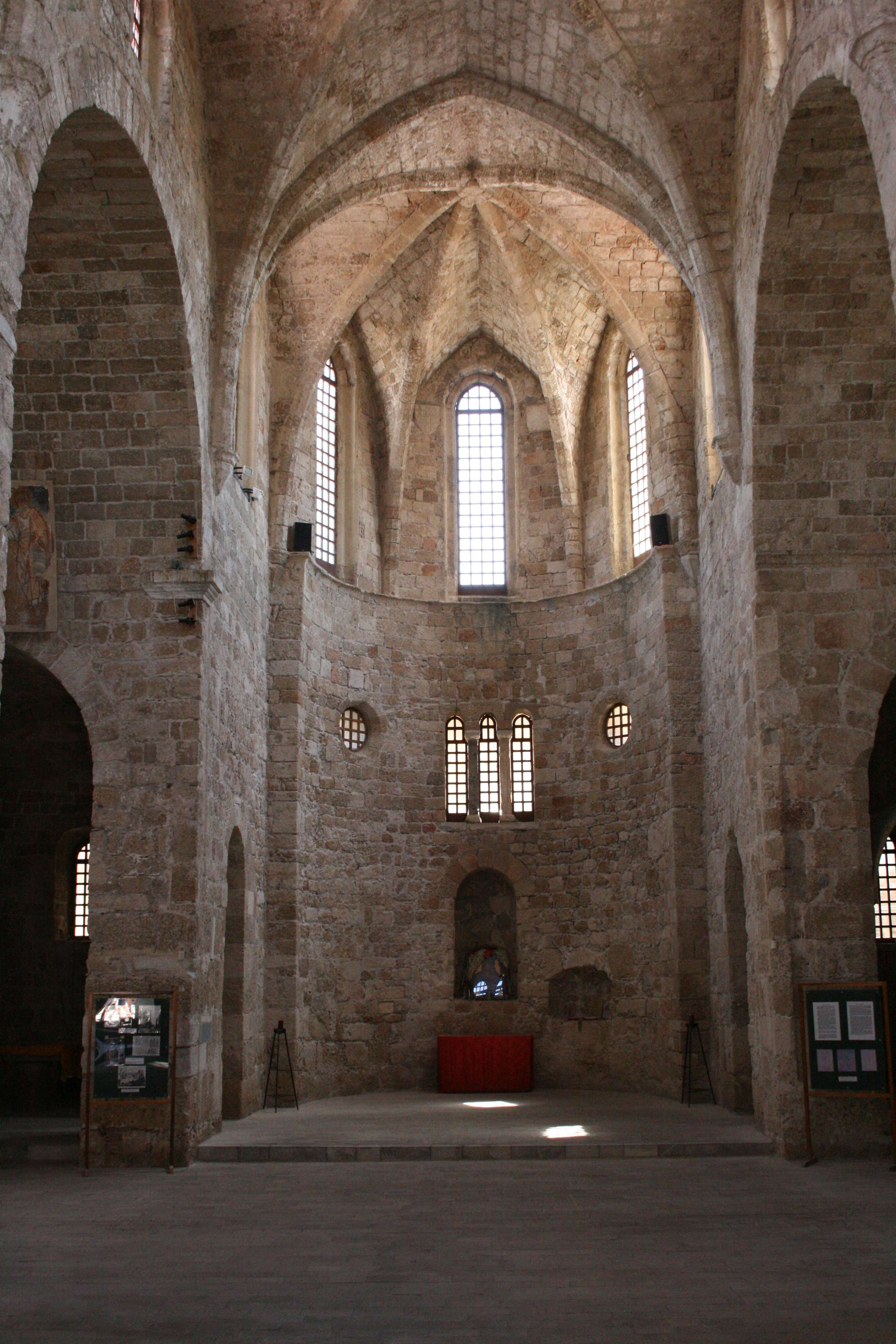
Intérieur.
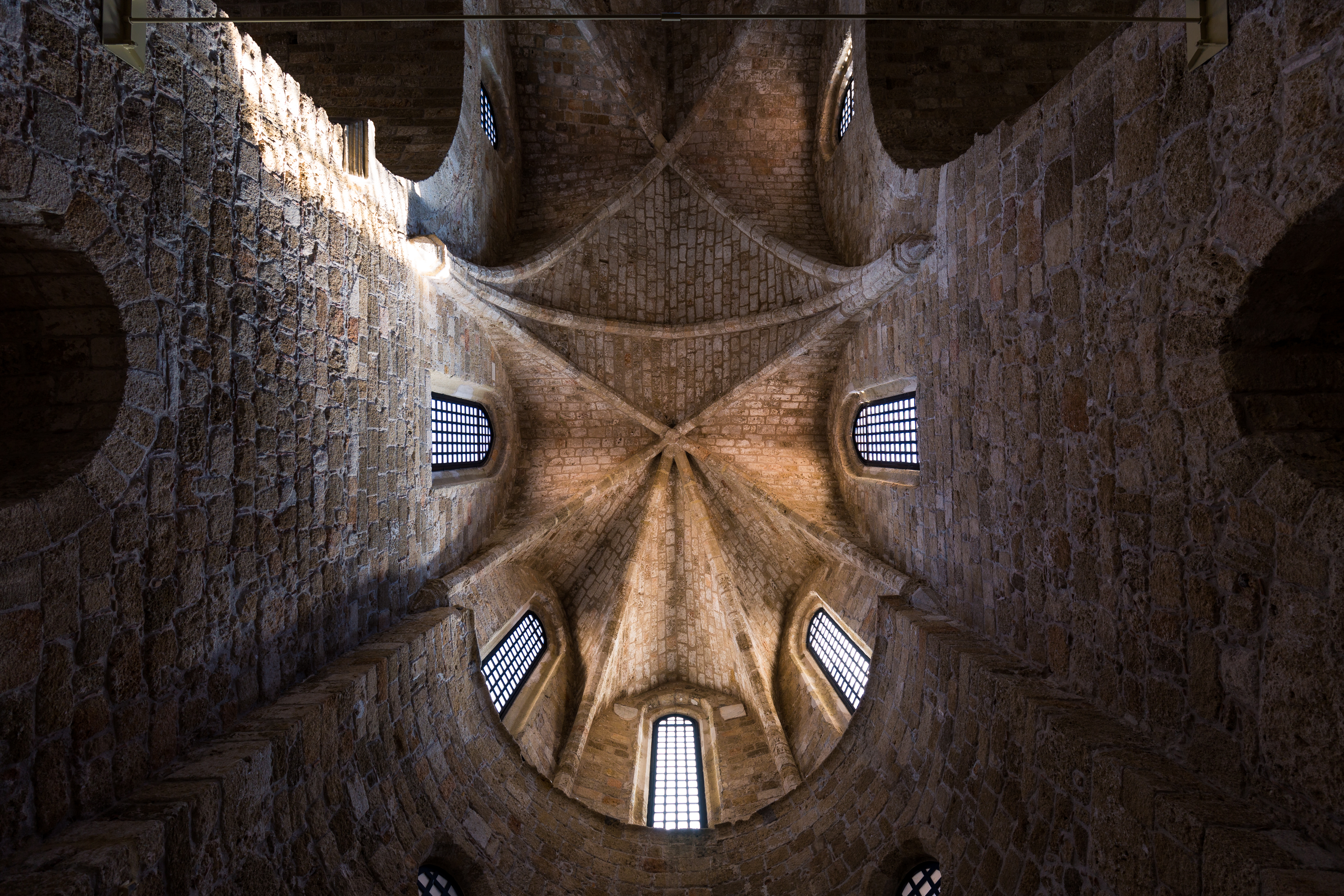
Le plafond voûté.
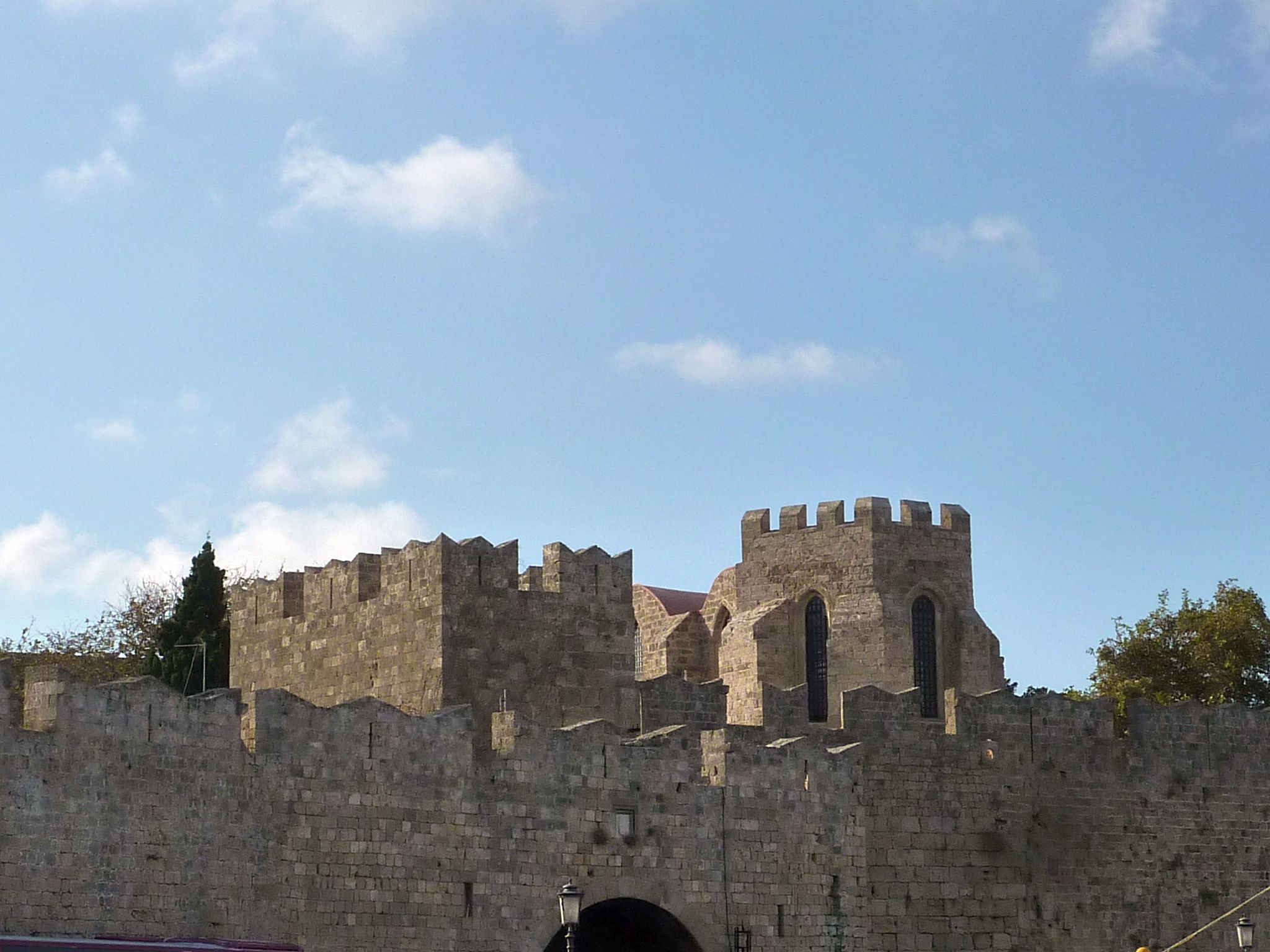
Vue de l'extérieur des murs.
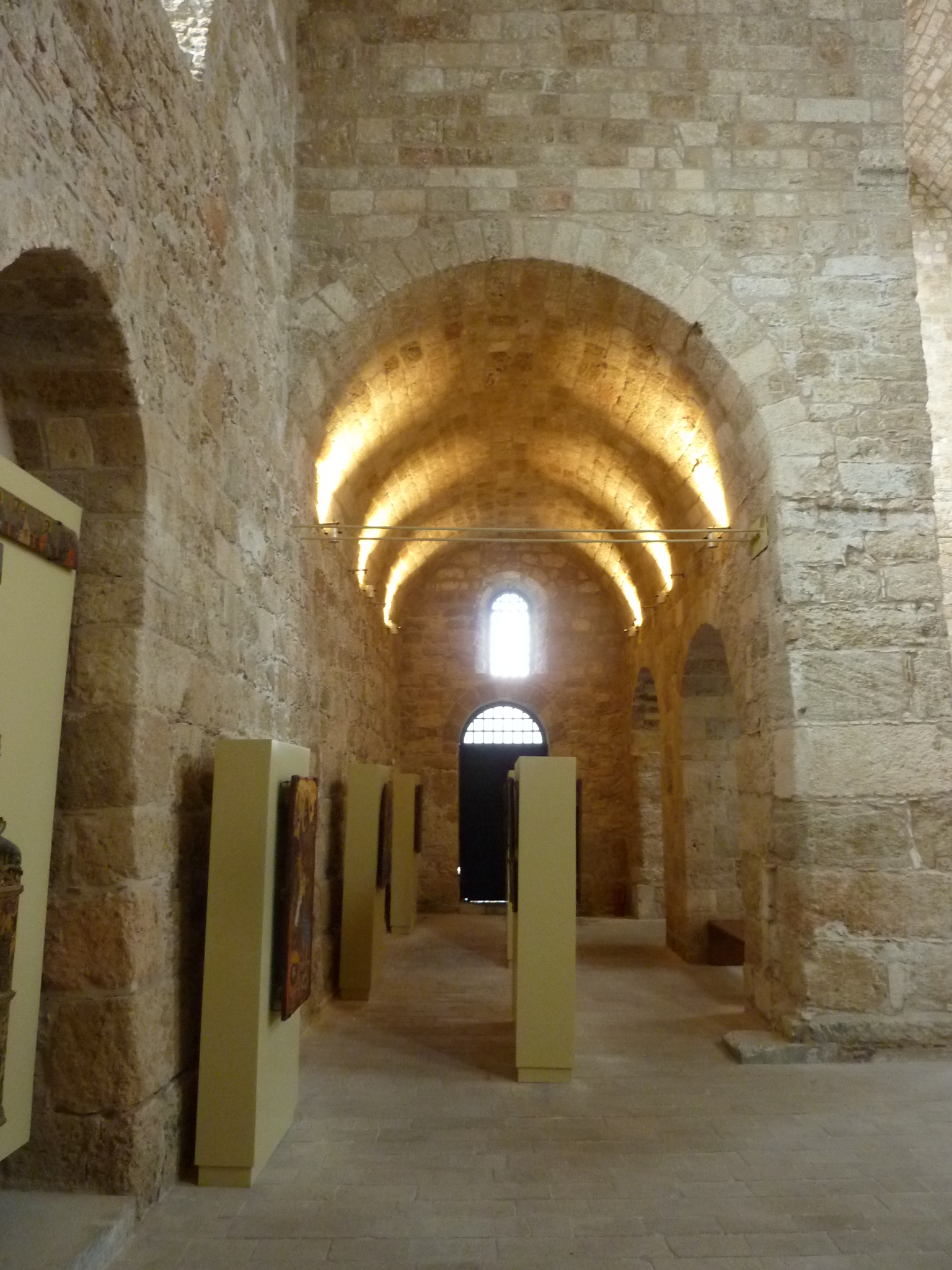
Couloir.
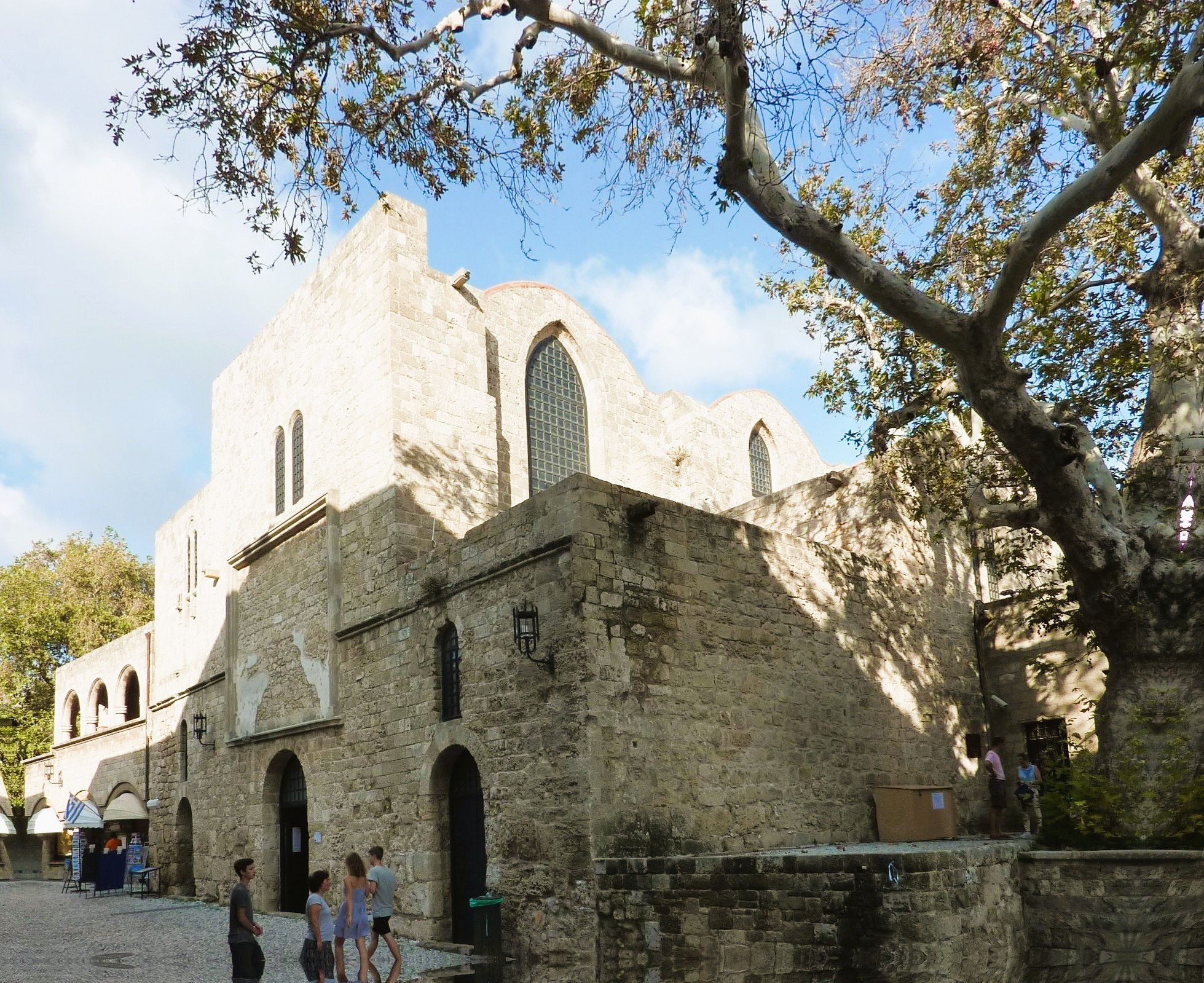
Vue extérieure.